# Richtstätte

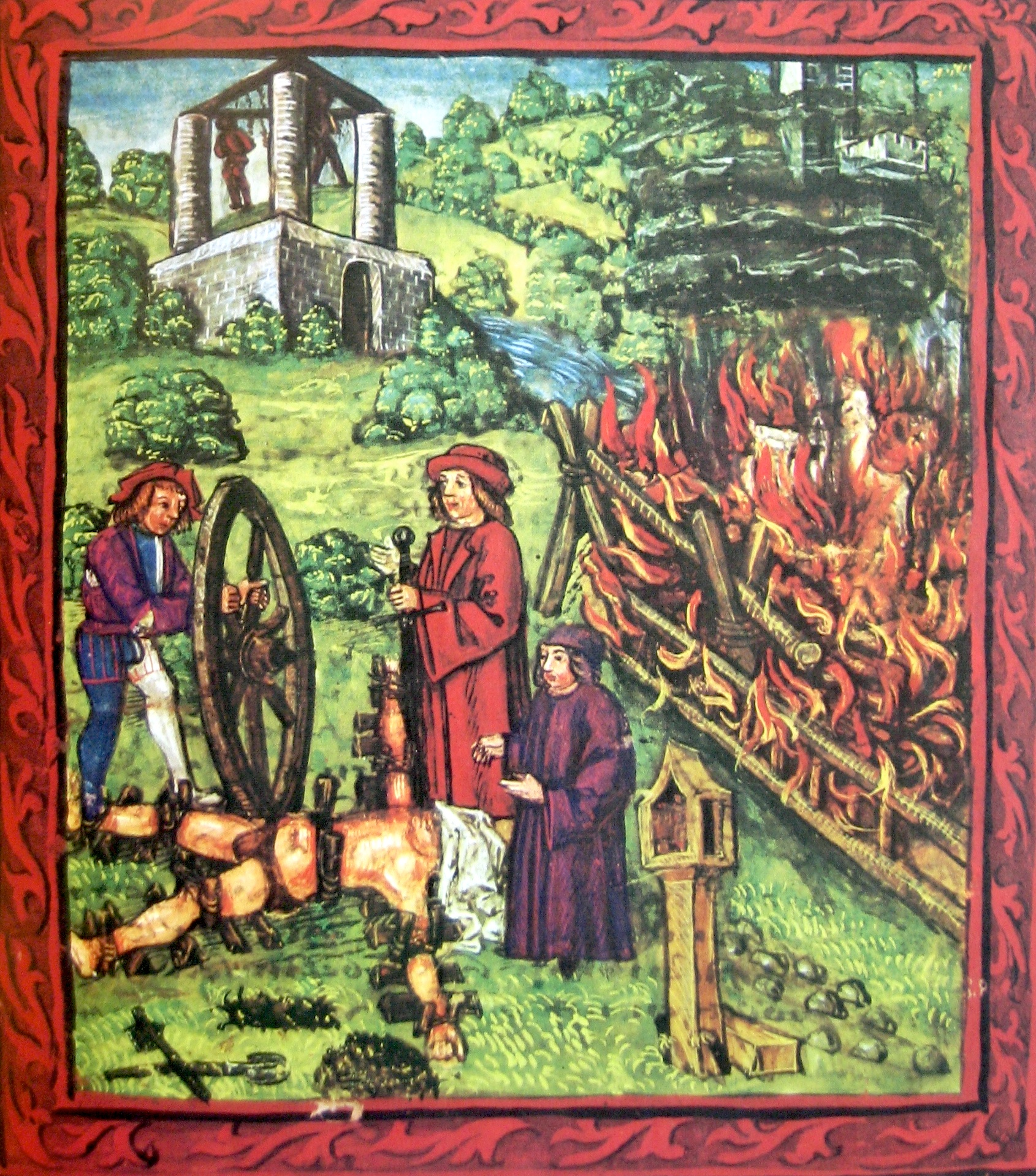
Die Luzerner Richtstätte 1495

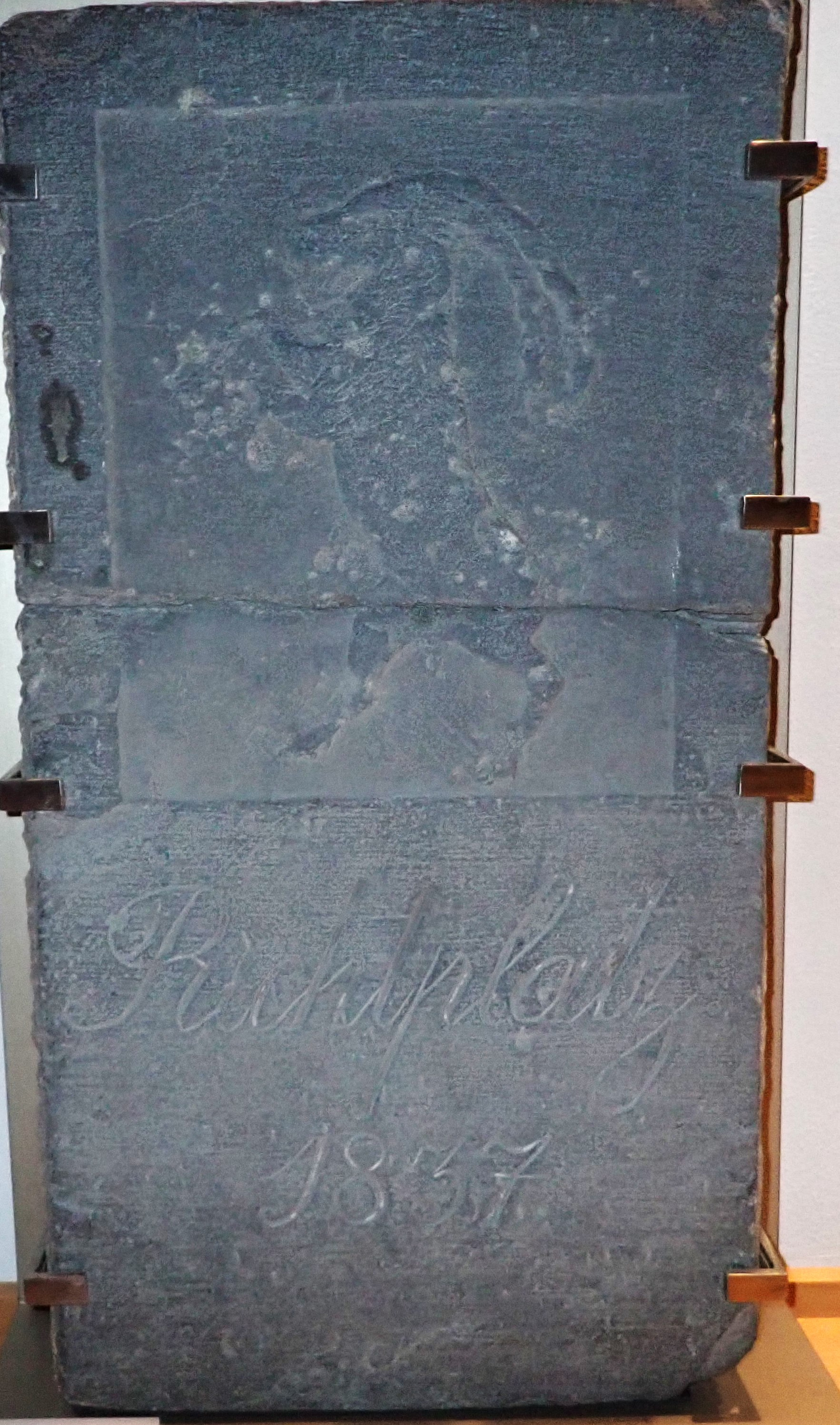
Richtplatztafel aus Chur, Jahr 1837

Eine Richtstätte, auch Richtplatz, Richtstatt, Enthauptungsstätte, Hauptstatt oder Hauptstätte genannt, war früher ein Ort, an dem ein Verurteilter hingerichtet wurde. Die Begriffe standen früher auch für den Ort, an dem Gericht gehalten wurde.
Für eine öffentliche Hinrichtung wurde das erhöhte Schafott genutzt. Für eine aufgemauerte Anlage war die volkstümliche Bezeichnung Rabenstein üblich. Die Bezeichnung bezieht sich angeblich auf die Anwesenheit von zahlreichen Raben an der Richtstätte.

## Beschreibung
Die Richtstätte befand sich zumeist außerhalb von Ortschaften an auffälliger Stelle, zum Beispiel an einer Wegkreuzung oder auf einem Hügel. Dort wurde weithin sichtbar der Galgen aufgestellt. Auch andere Hinrichtungsarten waren üblich. Gelegentlich wurde durch eine Richtplatztafel auf die Richtstätte hingewiesen.
Der Weg zum Richtplatz war oft ein indirekter Teil der Bestrafung, der Verurteilte wurde den Schaulustigen präsentiert oder mit einem Pferd zum Richtplatz geschleift. Nach der Hinrichtung ließ man die Hingerichteten zur Abschreckung teils bis zur Verwesung am Galgen hängen. Hingerichtete wurden in ungeweihter Erde begraben, oft direkt in der näheren Umgebung zum Galgen.
Vielerorts hat sich der Richtplatz in Flurnamen erhalten, zum Beispiel Galgenberg oder Galgenacker oder – in der Rumantschia in der Schweiz – die Fuorcha.

## Ausgrabungen auf Richtplätzen
Umfangreichere Grabungskampagnen auf deutschen mittelalterlichen Richtstätten sind bislang 2010 auf dem Galgenhügel bei Alkersleben als Richtplatz des 10. bis 12. Jahrhunderts sowie 2014 und 2018 auf dem Galgenberg bei Bad Belzig erfolgt.
Funde sind auch in Hessisch Lichtenau (Richtplatz um 1300), auf dem Galgenhügel in Neuss, in Perleberg (Grabung) sowie in Groß-Pankow (geräderte Person aufgefunden) gemacht worden.
In Bad Belzig wurden 13 Bestattete und etliche Einzelknochen gefunden.

## Sonstiges
2009 waren die Richt- und Gerichtsstätten in Deutschland vom Bund Heimat und Umwelt (BHU) als „Kulturdenkmäler des Jahres“ und somit Orte von besonderer kultureller und kulturgeschichtlicher Bedeutung ernannt.

## Bekannte Richtstätten
- Reher Galgen in Hagen
- Richtstätte Bensheim, Hessen
- Richtstätten in Frankfurt am Main
- Hochgericht Hanau
- Richtstätte Hohenems
- der Rabenstein in Köln
- der Rabensteinplatz in Leipzig
- Richtstätten in Salzburg
- Hochgericht Steinheim
- Richtstätten in Stuttgart
- Richtstätten in Tirol
- Wiener Hinrichtungsstätten
- Hinrichtungsstätten am Wienerberg
- Richtstätten in Wuppertal

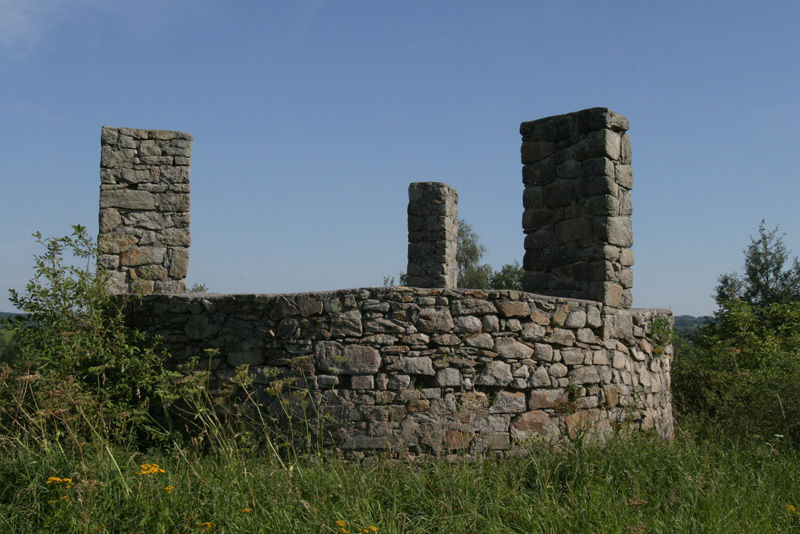
Horní Slavkov: gemauerter Richtplatz "Galgenberg" (šibeniční vrch) mit Portal, Stadtwappen und Jahreschronik für 1598. Datiert um 1500[10] Tschechien.
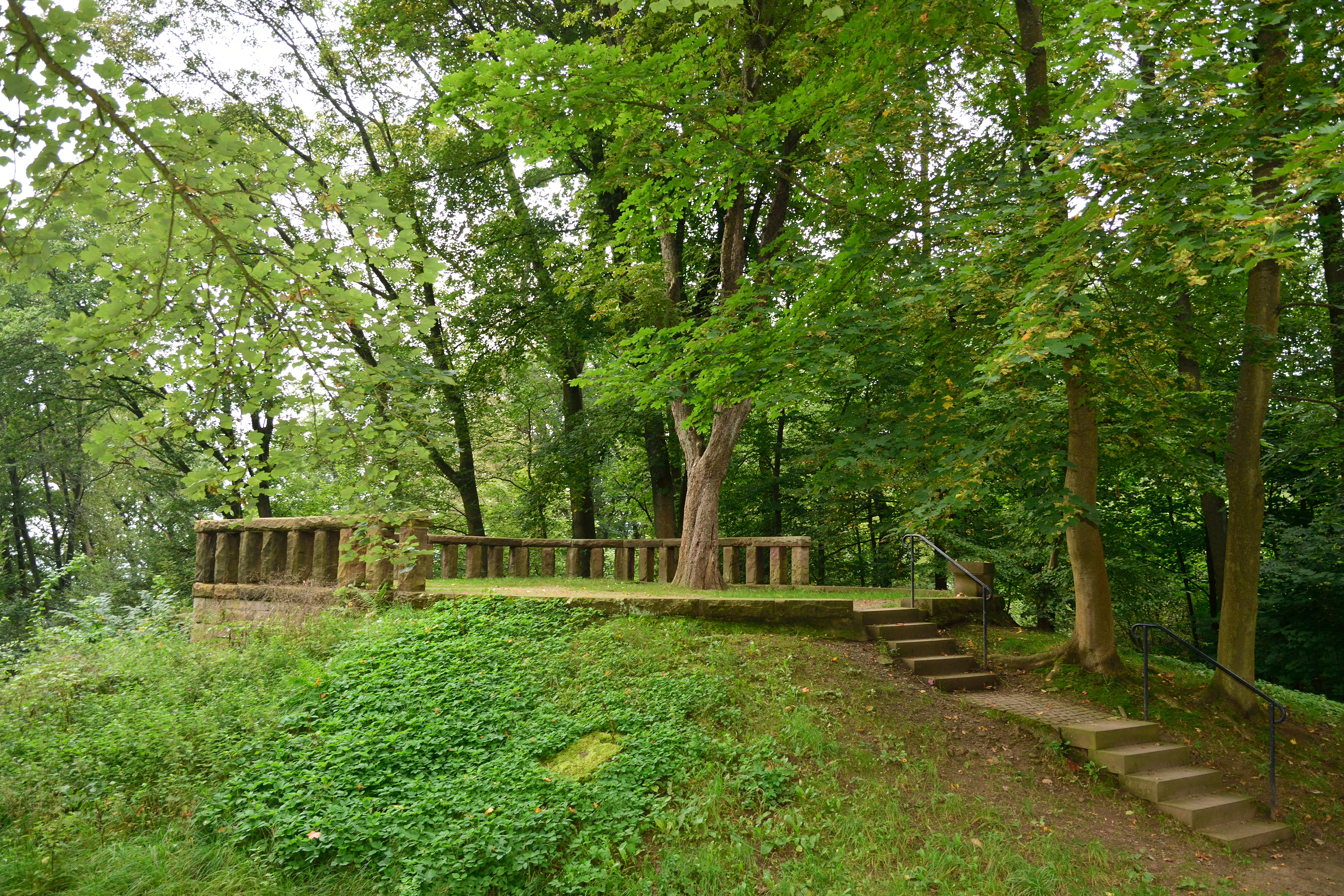
Der Rabenstein in Marburg
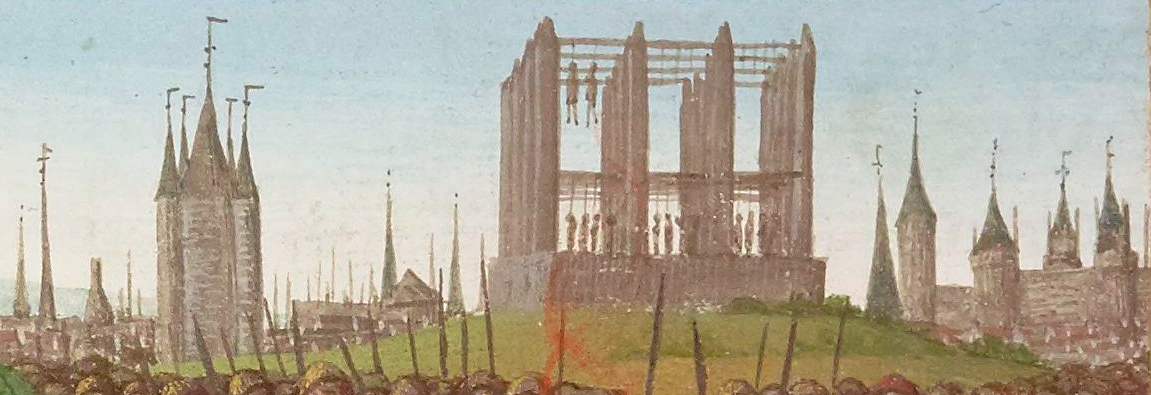
Gibet de Montfaucon vor den Mauern von Paris, um 1460
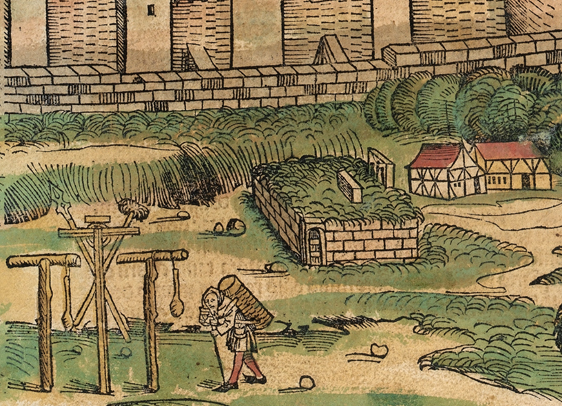
Richtstätte vor den Mauern von Nürnberg (Bildausschnitt aus der Schedelschen Weltchronik 1493)
Rabenstein in Berlin, um 1510
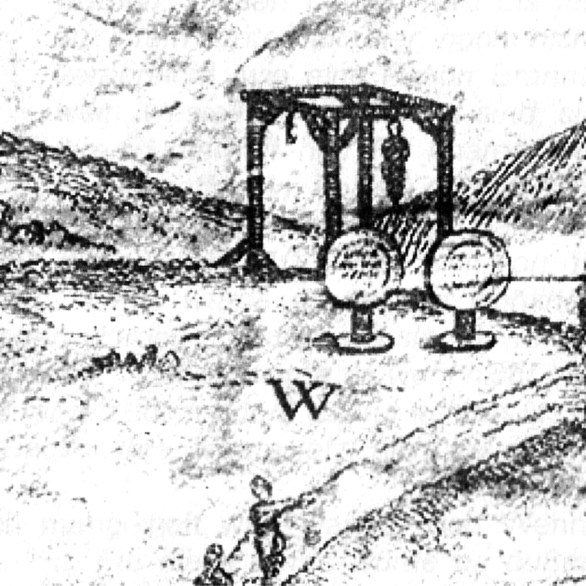
Richtstätte von Hameln auf dem Galgenberg